# XcalableMP
XcalableMP、XMP は大規模な並列計算機上での高性能計算向けにC言語およびFortranを拡張して作られたプログラミング言語である。
XMPの実行モデルはSPMDであり、その実行主体はノードと呼称する。
XMPは並列化の手段として、グローバルビューとローカルビューをユーザに提供している。
グローバルビューでは、テンプレートと呼ばれる仮想的なインデックス集合を用いて並列化を行う。
グローバルビューでは、OpenMPのように、プログラマは逐次コードに対して指示文を挿入することで、データのマッピング、ノード間のデータのread/write、ループ文の並列化などを行う。XMPの指示文のいくつかはHigh Performance Fortranの指示文を引き継いだものである。
ローカルビューでは、Co-array Fortranのように、ノード番号を指定してノード間のデータのread/writeを行う。なお、Fortran言語のXMPはCo-array Fortranの上位互換である。

## 例（グローバルビュー）
```
int
 
a
[
20
];

#pragma xmp template t[20]  
/* 0から19までのテンプレートを定義 */

#pragma xmp nodes p[4]        
/* ノード集合を定義 */

#pragma xmp distribute t[block] onto p  
/* テンプレートをノード集合に分散させる */

#pragma xmp align a[i] with t[i]        
/* 分散されたテンプレートと配列を関連付ける */

int
 
main
()
 
{

#pragma xmp loop on t[i]   
/* 分散されたテンプレートに従い、ループ文を各ノードで実行する */

for
 
(
int
 
i
 
=
 
0
;
 
i
 
<
 
20
;
 
i
++
)

   
a
[
i
]
 
=
 
func
(
i
);

  
return
 
0
;

}

```

## 例（ローカルビュー）
```
#include
 
<xmp.h>

#pragma xmp nodes p[4]        
/* ノード集合を定義 */

int
 
a
[
20
]
:
[
*
];
  
/* Coarrayの定義 */

int
 
main
()
 
{

  
int
 
me
 
=
 
xmpc_node_num
();
   
/* 自身のノード番号を取得 */

 

  
if
 
(
me
 
==
 
1
)

    
a
[
0
:
20
]
:
[
3
]
 
=
 
a
[
0
:
20
];
  
/* ノード番号1は、自身が持つ配列aを、ノード番号3が持つ配列aにPUTする */

  
return
 
0
;

}

```